# Геркенс, Джейкоб
Дже́йкоб Ге́ркенс — был членом городского совета Лос-Анджелеса, Калифорния и первым шефом полиции города после отмены городских маршалов. Он служил чуть больше года, с 18 декабря 1876 по 26 декабря 1877.

## Биография
Геркенс родился в Гольштейн, Германия, 12 января 1842 года. Его родители эмигрировали в США еще в раннем детстве и поселились в округе Эри, Нью-Йорк, недалеко от Буффало. В 16 лет, Геркенс и его команда по воле прибыли прямо в Лос-Анджелес, где в течение нескольких лет он «занимался объединением и перевозкой». Затем он отправился в Юма, Аризона. Управлял перевозками в течение года и вел свой бизнес до 1865 года, а затем вернулся в Калифорнию и работал на ранчо Роберта Бернетта в течение двух лет.
9 января 1867 года, он женился на Айседоре Карабаджал, уроженке из Лос-Анджелеса. У них было трое детей, Чарльз Маргэретт и Энни. Между 1867 и 1871 он был фермером овец на собственности в Южном склоне Пуэнте Хиллз. Он построил дом на улице Камилла, в городе, который стал Уиттером, Калифорния. Это самый старый дом в городе. Его следующее предприятие было в продуктовом бизнесе, на улице Сан-Фернандо, на пересечении Дауни-авеню.
Он был дважды избран членом городского Совета Лос-Анджелеса, и в 1877 году продал свой магазин и стал шефом полиции в течение года и помощником шефа полиции в течение двух лет. История Льюиса заявила, что «господин Геркенс никогда не ходил в школу в своей жизни, но в результате своего самообразования он может говорить и писать на трех разных языках».  Он был описан в книге Льюиса как капиталист, живущий на улице Сотелло 9, Лос-Анджелес. В переписи 1900 года он жил с женой в районе Гарванза в Лос-Анджелесе, который в то время находился в городе Бербанк.

### Его отчество
В записях Департамента полиции Лос-Анджелеса его отчество обозначается буквой T, а на веб-странице, расшифрованной непосредственно из печатной книги, указан его F.